# Шевченко, Игорь Юрьевич
Игорь Юрьевич Шевченко (укр. Ігор Юрійович Шевченко; род. 25 декабря 1972, Деньги, Черкасская область) — украинский юрист и предприниматель, председатель Черкасской областной государственной администрации с 30 июля до 4 ноября 2019 года.

## Биография
В 1993 году окончил Черкасское ПТУ № 13, до 1996 года работал портным-закройщиком мужской и женской верхней одежды 4-го разряда производственно-коммерческой фирмы «АРС», г. Черкассы. С 1996 по 2001 год — специалист по кадровой работе производственно-коммерческой фирмы «АРС», г. Черкассы.
С 2001 года работал частным предпринимателем в сфере грузовых перевозок. Физическое лицо-предприниматель.
Владеет ООО «Легкий экспорт плюс» (Украина), которое производит мясо птицы, и ООО «Гермес - Шевченко Игорь» (Италия).
Окончил Черноморское высшее военно-морское училище им. Нахимова, Черкасский коммерческий техникум (специальность «Правоведение»). В 2014 году окончил Национальный университет «Одесская юридическая академия» (специальность «Правоведение»).
Свободно владеет итальянским языком.